# SCB-2019
SCB-2019 je proteinska podjedinica vakcina protiv kovida 19   koju je razvio Clover Biopharmaceuticals koristeći pomoćno sredstvo iz Dinavak tehnologija. Pozitivni rezultati ispitivanja faze I za vakcinu objavljeni su u The Lancet  nakon što je vakcinu primilo 29.000 učesnika u Fazama II/III ispitivanja u julu 2021. godine.  U septembru 2021, SCB-2019 je objavio rezultate faze III koji pokazuju efikasnost vakcine od 67% protiv svih slučajeva kovida19 i 79% efikasnost protiv svih slučajeva Delta varijante koronavirusa. Pored toga, vakcina je bila 84% efikasna protiv blažih slučajeva i 100% efikasna kod hospitalizovanih.
SCB-2019 finansira CEPI kao deo COVAKS-a,  koji je dobio je napredne narudžbenice od GAVI-ja za 400 miliona doza, čija proizvodnja je počela 2021. godine.

## Medicinska primena
Vakcina je namenjena za medicinsku primenu u dve  doze ubodom u mišić u razmaku od 4 nedelje.

### Efikasnost
U septembru 2021, SCB-2019 je objavio rezultate Faze III koji pokazuju efikasnost od 67,2% protiv svih slučajeva kovida19 bilo kog stepena ozbiljnosti, 83,7% efikasnosti protiv umerene do teške bolesti i 100% protiv hospitalizacije i teških slučajeva.
Pored toga, vakcina je bila 79% efikasna protiv svih slučajeva Delta soja. Od 207 slučajeva pronađenih tokom ispitivanja, 52 su bila iz vakcinisane grupe i 155 iz grupe koja je primala placebo.
Clover Biopharmaceuticals očekuje da će svoje rezultate faze III dostaviti na odobrenje  Svetskoj zdravstvenoj organizaciji, Evropskoj agenciji za lekove i kineskoj NMPA u četvrtom kvartalu 2021. godine.

### Efikasnost protiv varijanti kooronavirusa
U ispitivanjima faze III, SCB-2019 je pokazao efikasnost od 81,7% za umerene do teške slučajeve kovida19 izazvane Delta sojem, 91,8% za Gama soja i 58,6% za Mu.   Tokom procene zabeleženo je 56 Delta slučajeva, 37 Mu slučajeva i 13 Gama slučajeva.

## Farmakologija
Podjedinične vakcine sadrže delove virusa odabranih da stimulišu imuni odgovor, bez uključivanja celog virusa. Pošto fragmenti nisu u stanju da izazovu bolest, podjedinične vakcine se smatraju veoma bezbednim. Podjedinične vakcine u širokoj upotrebi uključuju vakcinu protiv hepatitisa B i vakcinu protiv pertusisa.
SCB-2019 ima trimerni oblik SARS-KoV-2 šiljastog proteina (S-Trimer) u kombinaciji sa dva različita adjuvansa AS03 (GlakoSmithKline) ili CpG/Alum (Dinavak).  Vakcina prikazuje šiljasti protein u njegovom prirodnom trodelnom obliku, što dovodi do potencijalno boljeg imunološkog odgovora.  Vakcina je slična drugim podjediničnim vakcinama protiv kovida19 uključujući Novavak, Abdala i ZF2001.
Vakcina je stabilna najmanje šest meseci (pod normalnim uslovima hlađenja) i najmanje mesec dana na 40 stepeni Celzijusa.

## Proizvodnja

### CEPI i COVAX investicija
SCB-2019 finansira CEPI kao deo COVAX-a. Do novembra 2020. godine CEPI je uložio 328 miliona dolara u razvoj vakcine. Ako bi vakcina bila uspešna, CEPI-jeva investicija bi pomogla da se proizvodnja poveća na preko milijardu doza godišnje. Ranije je CEPI obezbedio 3,5 miliona dolara za podršku ispitivanjima faze I, a kasnije i dodatnih 66 miliona dolara u julu 2020. za proširenje kliničkog testiranja i pripremu mesta za ispitivanja faze II/III.
U februaru 2021. godine, Clover Biopharmaceuticals je odlučio da nastavi sa adjuvansom iz Dynavax-a za svoja ispitivanja faze II/III od strane GlakoSmithKline nakon procene proizvodnih razmatranja. Odvojeno, CEPI je obezbedio 99 miliona dolara za  Dynavax u cilju proizvodnje sopstvenog adjuvansa za različite vakcine protiv kovida 19.
Očekuje se da proizvodnja vakcine počne 2021. godine.

### Planovi
U junu 2020. GAVI je objavio sporazum sa  Clover Biopharmaceuticals za kupovinu 64 miliona doza 2021. i dodatnih 350 miliona doza 2022. godine.

## Klinička ispitivanja

### Faza I i II ispitivanja
U junu 2020. pokrenuta je faza I ispitivanja za procenu bezbednosti, reaktogenosti i imunogenosti pri višestrukim nivoima doza sa 151 učesnikom u Pertu, Australija, koristeći 2 odvojena adjuvansa, AS03 i CpG/Alum.  U rezultatima objavljenim u The Lancet-u, SCB-2019 je rezultovao snažnim imunim odgovorom protiv kovida19, sa visokom aktivnošću neutralizacije virusa (srednji geometrijski titri antitela bili su 1567–4452 sa AS03 i 174–2440 sa CpG/Alum). Obe vakcine sa adjuvansom su se dobro tolerisale i utvrđeno je da su pogodne za dalji klinički razvoj.
U avgustu 2021, počela je  faza II ispitivanja za procenu imunogenosti i bezbednosti sa 800 učesnika u Kini.

### Faza II/III ispitivanja
U martu 2021. godine, pokrenuto je veće kombinovano ispitivanje faze II/III za procenu efikasnosti, imunogenosti, reaktogenosti i bezbednosti vakcine SCB-2019 sa adjuvasom CpG/Alum.
U julu 2021. godine, upis u Fazu II/III ispitivanja je završen sa 45% od 29.000 učesnika u Aziji, 45% u Latinskoj Americi  Evropi i Africi.

### Efikasnost protiv varijanti
U septembru 2021. godine rezultati objavljeni u časopisu The Journal of Infectious Diseases pokazali su da SCB-2019 indukuje odgovore antitela do 184 dana u ispitivanju faze I. Pored toga, vakcina je proizvela neutralizujuća antitela protiv tri najčešće varijante koje izazivaju zabrinutost; Alfa, Beta i Gama.
U septembru 2021, kandidat za vakcinu protiv kovida 19 pokazao je efikasnost od 79% protiv delta varijante u svojim ispitivanjima faze II/III.

## Spoljašnje veze
- SCB-2019 (Q97154238) - scholia.toolforge.org  (језик: енглески)

|  | Molimo Vas, obratite pažnju na važno upozorenje u vezi sa temama iz oblasti medicine (zdravlja). |